# Coupe du monde de luge 2021-2022
Navigation
Édition précédente Édition suivante

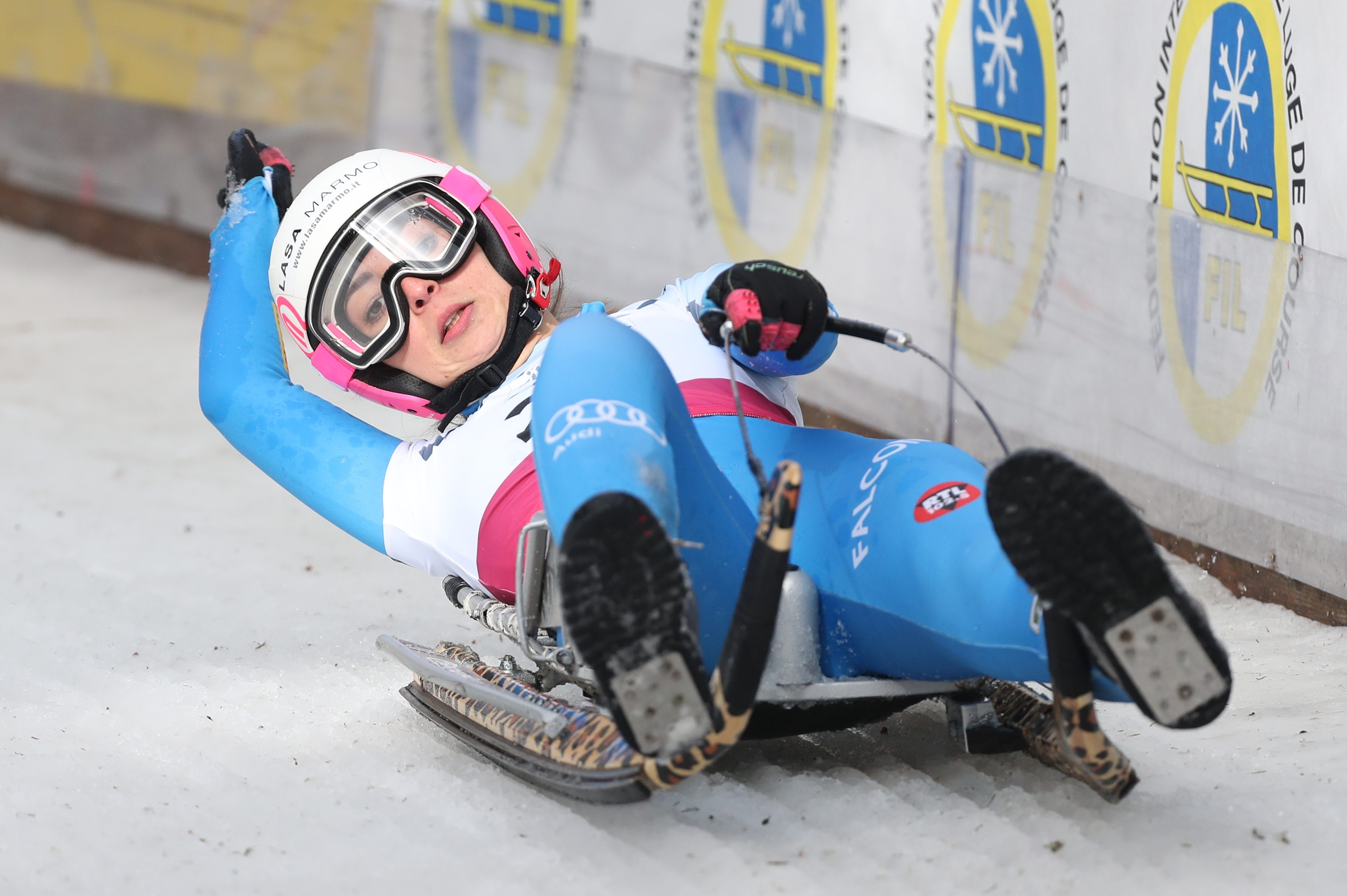
Entrainement à Mariazell, Autriche, pour la coupe du monde de luge 2021-2022. Février 2022.

La coupe du monde de luge 2021-2022 est la 44e édition de la Coupe du monde de luge, compétition de luge organisée annuellement par la Fédération internationale de luge.
Elle se déroule entre le 20 novembre 2021 et le 23 janvier 2022 sur 9 étapes organisées en Europe et en Asie.
Pour la première fois dans l'histoire de la coupe du monde de luge, le double femmes est introduit dans le calendrier de la coupe du monde junior. Un globe de cristal est également décerné au tandem vainqueur. Les premiers championnats du monde de cette catégorie ont lieu également lors de cette saison. Cette épreuve sera ensuite officiellement introduite dans le calendrier officiel de la coupe du monde en 2022-2023.
Les championnats d'Europe de luge se déroulent durant l’étape de Saint-Moritz du 22 janvier 2022 au 23 janvier 2022.
Les vainqueurs du classement général hommes, femmes et doubles se voient remettre un gros Globe de cristal tandis que les vainqueurs des épreuves classiques et des sprints se voient remettre un petit Globe de cristal. 

## Programme de la saison
| \| Pékin \| Sites des compétitions en Asie. |
| Pékin                                       |

| Pékin |

| \| Altenberg Winterberg Innsbruck Oberhof Sigulda St Moritz Sotchi \| Sites des compétitions en Europe. |
| Altenberg Winterberg Innsbruck Oberhof Sigulda St Moritz Sotchi                                         |

| Altenberg Winterberg Innsbruck Oberhof Sigulda St Moritz Sotchi |

Lors de ces 9 week-end de compétition, une épreuve individuelle masculine, une épreuve individuelle féminine et une épreuve en double masculine sont organisées. Pour compléter ces épreuves viennent s'ajouter soit des épreuves sprints organisés dans ces mêmes catégories sur une seule manche, soit un relais par nation composé de ces trois épreuves.

## Attribution des points
Les manches de Coupe du monde donnent lieu à l'attribution de points, dont le total détermine le classement général de la Coupe du monde.
Ces points sont attribués selon cette répartition :
| Place  | 1   | 2  | 3  | 4  | 5  | 6  | 7  | 8  | 9  | 10 | 11 | 12 | 13 | 14 | 15 | 16 | 17 | 18 | 19 | 20 | 21 | 22 | 23 | 24 | 25 | 26 | 27 | 28 | 29 |
| ------ | --- | -- | -- | -- | -- | -- | -- | -- | -- | -- | -- | -- | -- | -- | -- | -- | -- | -- | -- | -- | -- | -- | -- | -- | -- | -- | -- | -- | -- |
| Points | 100 | 85 | 70 | 60 | 55 | 50 | 46 | 42 | 39 | 36 | 34 | 32 | 30 | 28 | 26 | 25 | 24 | 23 | 22 | 21 | 20 | 19 | 18 | 17 | 16 | 15 | 14 | 13 | 12 |

## Classements généraux[1]
| Rang | Nom                 | Points | Victoire(s) |
| ---- | ------------------- | ------ | ----------- |
| 1    | Johannes Ludwig     | 871    | 5           |
| 2    | Wolfgang Kindl      | 791    | 3           |
| 3    | Felix Loch          | 691    | 1           |
| 3    | Kristers Aparjods   | 691    | 2           |
| 5    | Dominik Fischnaller | 641    | 1           |

| Rang | Nom                  | Points | Victoire(s) |
| ---- | -------------------- | ------ | ----------- |
| 1    | Julia Taubitz        | 979    | 4           |
| 2    | Madeleine Egle       | 947    | 5           |
| 3    | Natalie Geisenberger | 772    | 1           |
| 4    | Anna Berreiter       | 723    | 1           |
| 5    | Elīza Tīruma         | 569    |             |

| Rang | Nom                   | Points | Victoire(s) |
| ---- | --------------------- | ------ | ----------- |
| 1    | Eggert / Benecken     | 907    | 5           |
| 2    | Šics / Šics           | 883    | 3           |
| 3    | Wendl / Arlt          | 796    | 1           |
| 4    | Rieder / Kainzwaldner | 604    |             |
| 5    | Bogdanov / Prokhorov  | 603    | 1           |

| Rang | Nom       | Points | Victoire(s) |
| ---- | --------- | ------ | ----------- |
| 1    | Allemagne | 476    | 2           |
| 2    | Lettonie  | 415    | 2           |
| 3    | Autriche  | 360    | 1           |
| 4    | Russie    | 345    | 1           |
| 5    | Italie    | 330    |             |

### Classement classique et sprint
| Rang | Nom               | Points |
| ---- | ----------------- | ------ |
| 1    | Johannes Ludwig   | 719    |
| 2    | Wolfgang Kindl    | 575    |
| 3    | Felix Loch        | 545    |
| 4    | Kristers Aparjods | 536    |
| 4    | Max Langenhan     | 497    |

| Rang | Nom                 | Points |
| ---- | ------------------- | ------ |
| 1    | Wolfgang Kindl      | 216    |
| 2    | Dominik Fischnaller | 202    |
| 3    | Roman Repilov       | 167    |
| 4    | Kristers Aparjods   | 155    |
| 5    | Johannes Ludwig     | 152    |

| Rang | Nom                  | Points |
| ---- | -------------------- | ------ |
| 1    | Madeleine Egle       | 741    |
| 2    | Julia Taubitz        | 739    |
| 3    | Natalie Geisenberger | 577    |
| 4    | Anna Berreiter       | 562    |
| 5    | Elīza Tīruma         | 435    |

| Rang | Nom                  | Points |
| ---- | -------------------- | ------ |
| 1    | Julia Taubitz        | 240    |
| 2    | Madeleine Egle       | 206    |
| 3    | Natalie Geisenberger | 195    |
| 4    | Anna Berreiter       | 161    |
| 5    | Elīza Tīruma         | 134    |

| Rang | Nom                   | Points |
| ---- | --------------------- | ------ |
| 1    | Eggert / Benecken     | 676    |
| 2    | Wendl / Arlt          | 624    |
| 3    | Šics / Šics           | 598    |
| 4    | Steu / Koller         | 480    |
| 5    | Rieder / Kainzwaldner | 463    |

| Rang | Nom                  | Points |
| ---- | -------------------- | ------ |
| 1    | Šics / Šics          | 285    |
| 2    | Eggert / Benecken    | 231    |
| 3    | Wendl / Arlt         | 172    |
| 4    | Denisyev / Antonov   | 151    |
| 5    | Bogdanov / Prokhorov | 150    |

## Calendrier et podiums
| 1. Pékin (20 et 21 novembre 2021) |                                                                         |                                                                              |                                                                                |
| Épreuve                           | Vainqueur                                                               | Deuxième                                                                     | Troisième                                                                      |
| Hommes                            | Johannes Ludwig                                                         | Felix Loch                                                                   | Max Langenhan                                                                  |
| Femmes                            | Madeleine Egle                                                          | Julia Taubitz                                                                | Lisa Schulte                                                                   |
| Doubles                           | Toni Eggert Sascha Benecken                                             | Thomas Steu Lorenz Koller                                                    | Andris Šics Juris Šics                                                         |
| Relais                            | Autriche- Madeleine Egle - David Gleirscher - Thomas Steu-Lorenz Koller | États-Unis- Ashley Farquharson - Tucker West - Chris Mazdzer-Jayson Terdiman | Italie- Verena Hofer - Dominik Fischnaller - Emanuel Rieder-Simon Kainzwaldner |

| 2. Sotchi I (27 et 28 novembre 2021) |                                                                                 |                                                                        |                                                                         |
| Épreuve                              | Vainqueur                                                                       | Deuxième                                                               | Troisième                                                               |
| Hommes                               | Johannes Ludwig                                                                 | Felix Loch                                                             | Roman Repilov                                                           |
| Femmes                               | Anna Berreiter                                                                  | Kendija Aparjode                                                       | Victoria Demchenko                                                      |
| Doubles                              | Andris Šics Juris Šics                                                          | Andrej Bogdanov Yuri Prokhorov                                         | Tobias Wendl Tobias Arlt                                                |
| Relais                               | Russie- Victoria Demchenko - Semen Pavlichenko - Andrej Bogdanov-Yuri Prokhorov | Allemagne- Anna Berreiter - Johannes Ludwig - Tobias Wendl-Tobias Arlt | Lettonie- Kendija Aparjode - Kristers Aparjods - Andris Šics-Juris Šics |

| 3. Sotchi II (4 et 5 décembre 2021) |                                |                                      |                                  |
| Épreuve                             | Vainqueur                      | Deuxième                             | Troisième                        |
| Hommes                              | Kristers Aparjods              | Johannes Ludwig                      | Dominik Fischnaller              |
| Femmes                              | Julia Taubitz                  | Natalie Geisenberger                 | Kendija Aparjode                 |
| Doubles                             | Andrej Bogdanov Yuri Prokhorov | Toni Eggert Sascha Benecken          | Andris Šics Juris Šics           |
| Sprint Hommes                       | Dominik Fischnaller            | Roman Repilov                        | Wolfgang Kindl                   |
| Sprint Femmes                       | Julia Taubitz                  | Summer Britcher                      | Dajana Eitberger                 |
| Sprint Doubles                      | Andris Šics Juris Šics         | Alexander Denisyev Vladislav Antonov | Robin Johannes Geueke David Gamm |

| 4. Altenberg (11 et 12 décembre 2021) |                                                                        |                                                                             |                                                                                             |
| Épreuve                               | Vainqueur                                                              | Deuxième                                                                    | Troisième                                                                                   |
| Hommes                                | Max Langenhan Wolfgang Kindl                                           |                                                                             | Johannes Ludwig                                                                             |
| Femmes                                | Madeleine Egle                                                         | Julia Taubitz                                                               | Anna Berreiter                                                                              |
| Doubles                               | Thomas Steu Lorenz Koller                                              | Toni Eggert Sascha Benecken                                                 | Mārtiņš Bots Roberts Plūme                                                                  |
| Relais                                | Allemagne- Julia Taubitz - Max Langenhan - Toni Eggert-Sascha Benecken | Italie- Andrea Vötter - Dominik Fischnaller - Ludwig Rieder-Patrick Rastner | Russie- Ekaterina Katnikova - Aleksandr Gorbatcevich - Alexander Denisyev-Vladislav Antonov |

| 5. Innsbruck (18 et 19 décembre 2021) |                             |                        |                                   |
| Épreuve                               | Vainqueur                   | Deuxième               | Troisième                         |
| Hommes                                | Johannes Ludwig             | Wolfgang Kindl         | Dominik Fischnaller               |
| Femmes                                | Julia Taubitz               | Madeleine Egle         | Natalie Geisenberger              |
| Doubles                               | Thomas Steu Lorenz Koller   | Andris Šics Juris Šics | Emanuel Rieder Simon Kainzwaldner |
| Sprint Hommes                         | Wolfgang Kindl              | Jonas Müller           | Johannes Ludwig                   |
| Sprint Femmes                         | Madeleine Egle              | Julia Taubitz          | Anna Berreiter                    |
| Sprint Doubles                        | Toni Eggert Sascha Benecken | Andris Šics Juris Šics | Thomas Steu Lorenz Koller         |

| 6. Winterberg (1er et 2 janvier 2022) |                                                                         |                                                                        |                                                                           |
| Épreuve                               | Vainqueur                                                               | Deuxième                                                               | Troisième                                                                 |
| Hommes                                | Johannes Ludwig                                                         | Nico Gleirscher                                                        | Wolfgang Kindl                                                            |
| Femmes                                | Julia Taubitz                                                           | Natalie Geisenberger                                                   | Madeleine Egle                                                            |
| Doubles                               | Tobias Wendl Tobias Arlt                                                | Thomas Steu Lorenz Koller                                              | Yannick Müller Armin Frauscher                                            |
| Relais                                | Lettonie- Elīza Tīruma - Kristers Aparjods - Mārtiņš Bots-Roberts Plūme | Autriche- Madeleine Egle - Nico Gleirscher - Thomas Steu-Lorenz Koller | États-Unis- Summer Britcher - Tucker West - Chris Mazdzer-Jayson Terdiman |

| 7. Sigulda (8 et 9 janvier 2022) |                             |                             |                          |
| Épreuve                          | Vainqueur                   | Deuxième                    | Troisième                |
| Hommes                           | Kristers Aparjods           | Felix Loch                  | Dominik Fischnaller      |
| Femmes                           | Madeleine Egle              | Julia Taubitz               | Tatiana Ivanova          |
| Doubles                          | Toni Eggert Sascha Benecken | Andris Šics Juris Šics      | Tobias Wendl Tobias Arlt |
| Sprint Hommes                    | Felix Loch                  | Kristers Aparjods           | Dominik Fischnaller      |
| Sprint Femmes                    | Tatiana Ivanova             | Natalie Geisenberger        | Madeleine Egle           |
| Sprint Doubles                   | Andris Šics Juris Šics      | Toni Eggert Sascha Benecken | Tobias Wendl Tobias Arlt |

| 8. Oberhof (15 et 16 janvier 2022) |                                                                          |                                                                          |                                                                        |
| Épreuve                            | Vainqueur                                                                | Deuxième                                                                 | Troisième                                                              |
| Hommes                             | Johannes Ludwig                                                          | Max Langenhan                                                            | Felix Loch                                                             |
| Femmes                             | Madeleine Egle                                                           | Julia Taubitz                                                            | Anna Berreiter                                                         |
| Doubles                            | Toni Eggert Sascha Benecken                                              | Tobias Wendl Tobias Arlt                                                 | Emanuel Rieder Simon Kainzwaldner                                      |
| Relais                             | Allemagne- Julia Taubitz - Johannes Ludwig - Toni Eggert-Sascha Benecken | Lettonie- Elīna leva Vītola - Kristers Aparjods - Andris Šics-Juris Šics | Autriche- Madeleine Egle - Nico Gleirscher - Thomas Steu-Lorenz Koller |

| 9. Saint-Moritz (22 et 23 janvier 2022) |                                                                              |                                                                                 |                                                                          |
| Épreuve                                 | Vainqueur                                                                    | Deuxième                                                                        | Troisième                                                                |
| Hommes                                  | Wolfgang Kindl                                                               | Kristers Aparjods                                                               | Nico Gleirscher                                                          |
| Femmes                                  | Natalie Geisenberger                                                         | Madeleine Egle                                                                  | Elīna leva Vītola                                                        |
| Doubles                                 | Toni Eggert Sascha Benecken                                                  | Tobias Wendl Tobias Arlt                                                        | Mārtiņš Bots Roberts Plūme                                               |
| Relais                                  | Lettonie- Elīna leva Vītola - Kristers Aparjods - Mārtiņš Bots-Roberts Plūme | Allemagne- Natalie Geisenberger - Johannes Ludwig - Toni Eggert-Sascha Benecken | Russie- Tatiana Ivanova - Roman Repilov - Andrej Bogdanov-Yuri Prokhorov |

|                                                   |  |  |  |  |  |  |
| Pékin Jeux Olympiques 2022 (4 au 20 février 2022) |  |  |  |  |  |  |
|                                                   |  |  |  |  |  |  |

### Doubles femmes

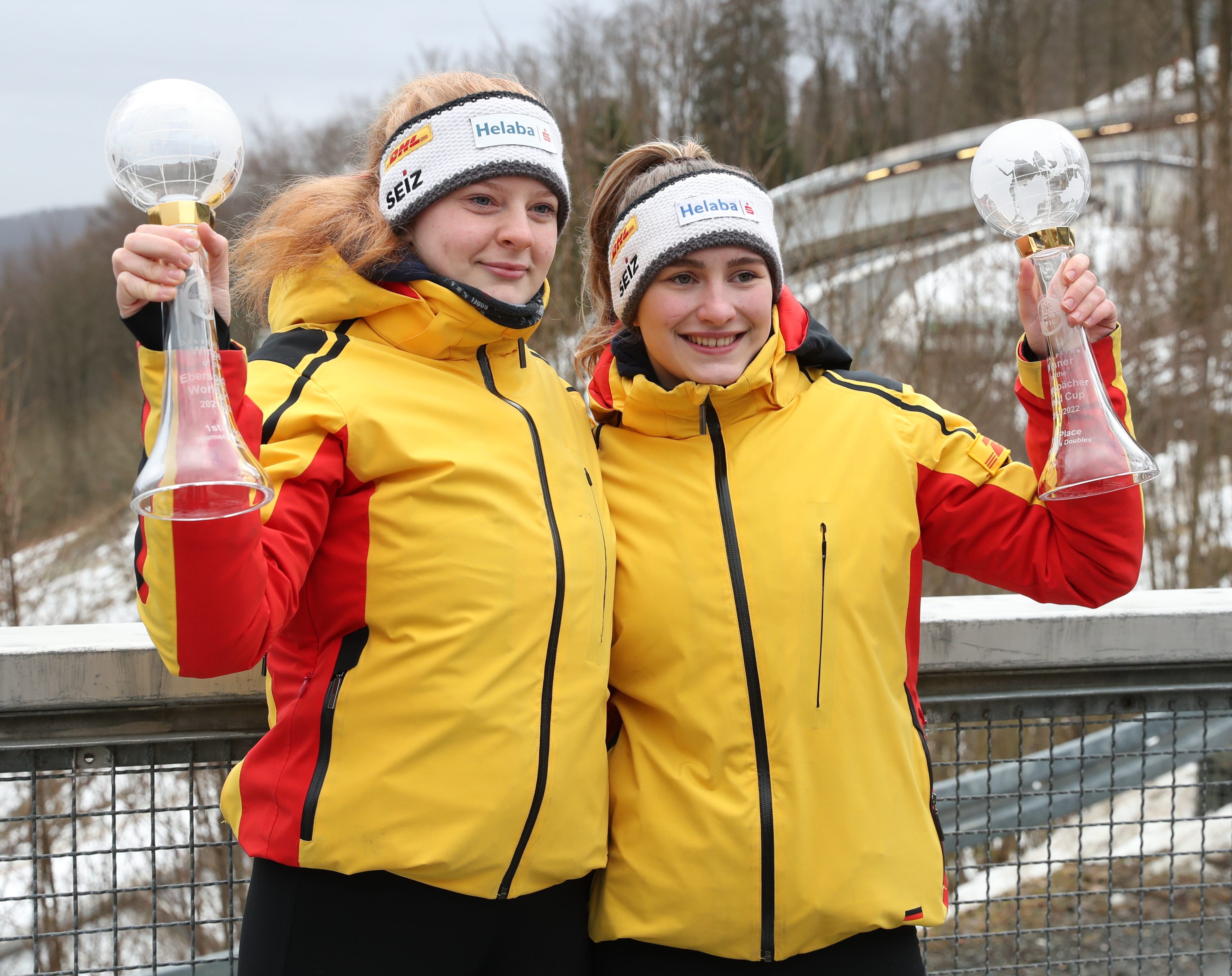
Remise des globes de cristal à Winterberg, Allemagne, pour la coupe du monde de luge 2021-2022. Janvier 2022.

| 1. La Plagne (2 et 3 novembre 2021) |                                       |                              |                               |
| Épreuve                             | Vainqueur                             | Deuxième                     | Troisième                     |
| Doubles Femmes                      | Jessica Degenhardt Cheyenne Rosenthal | Luisa Romanenko Pauline Patz | Chevonne Forgan Sophia Kirkby |
| Doubles Femmes                      | Jessica Degenhardt Cheyenne Rosenthal | Luisa Romanenko Pauline Patz | Anda Upīte Sanija Ozoliņa     |

| 2. Innsbruck (10 décembre 2021) |                              |                           |                          |
| Épreuve                         | Vainqueur                    | Deuxième                  | Troisième                |
| Doubles Femmes                  | Luisa Romanenko Pauline Patz | Anda Upīte Sanija Ozoliņa | Maya Chan Reannyn Weiler |

| 3. Oberhof (17 et 18 décembre 2021) |                                       |                                           |                          |
| Épreuve                             | Vainqueur                             | Deuxième                                  | Troisième                |
| Doubles Femmes                      | Jessica Degenhardt Cheyenne Rosenthal | Viktorija Ziediņa Selīna Elizabete Zvilna | Maya Chan Reannyn Weiler |
| Doubles Femmes                      | Jessica Degenhardt Cheyenne Rosenthal | Viktorija Ziediņa Selīna Elizabete Zvilna | Maya Chan Reannyn Weiler |

| 4. Bludenz (15 janvier 2022) |                                           |                              |                               |
| Épreuve                      | Vainqueur                                 | Deuxième                     | Troisième                     |
| Doubles Femmes               | Viktorija Ziediņa Selīna Elizabete Zvilna | Luisa Romanenko Pauline Patz | Chevonne Forgan Sophia Kirkby |

|                                                                 |  |  |  |  |  |  |
| Winterberg Championnats du monde de luge 2022 (30 janvier 2023) |  |  |  |  |  |  |
|                                                                 |  |  |  |  |  |  |